# Провінціальний секретар
Провінціальний секретар — в Російської імперії цивільний класний чин, згідно Табелі про ранги відносився до XIII класу.
Титульне звернення до провінційних секретарів було — «ваша шляхетність».
Після Жовтневого перевороту 1917 року керівництвом радянської Росії було видано Декрет (від 16 грудня 1917 року) яким було скасовано чини, звання та титули часів Російської імперії.

## Історія заснування
Назва чину відбулася з посади секретаря, що завідував канцелярією в провінційному правлінні. До третьої чверті XVIII століття чин поступово став перетворюватися в універсальний, не пов'язаний з конкретною посадою, але після того як в результаті реформи 1775 року посада провінціального секретаря була скасована, він досить швидко вийшов з ужитку, чин губернського секретаря почали надавати «через клас», безпосередньо з чинів XIV класу. До другої чверті XIX століття з цивільних чинів XIII класу залишилися тільки гірські, оскільки вони до 1845 року давали своїм власникам права спадкового шляхетства (а потім — особистого, а не спадкового почесного громадянства), і гірські інженери не бажали втрачати ці привілеї.

## Відзнаки чину
Відзнаки свого чину провінціальні секретарі носили на петлицях (поздовжніх чи поперечних погонах) з єдиним просвітом, де було розташовано по одній зірочці. Також на петлицях та погонах розміщувалися арматура (емблема) відомства до якого відносився чиновник.

## Відповідав чинам
В піхоті: унтер-лейтенант (1722—1730), підпоручик (1730—1884), прапорщик (1884—1917);
У флоті: гардемарин (1860—1882);